# Asparagus rubicundus
Asparagus rubicundus là một loài thực vật có hoa trong họ Măng tây. Loài này được P.J.Bergius mô tả khoa học đầu tiên năm 1767.

## Hình ảnh

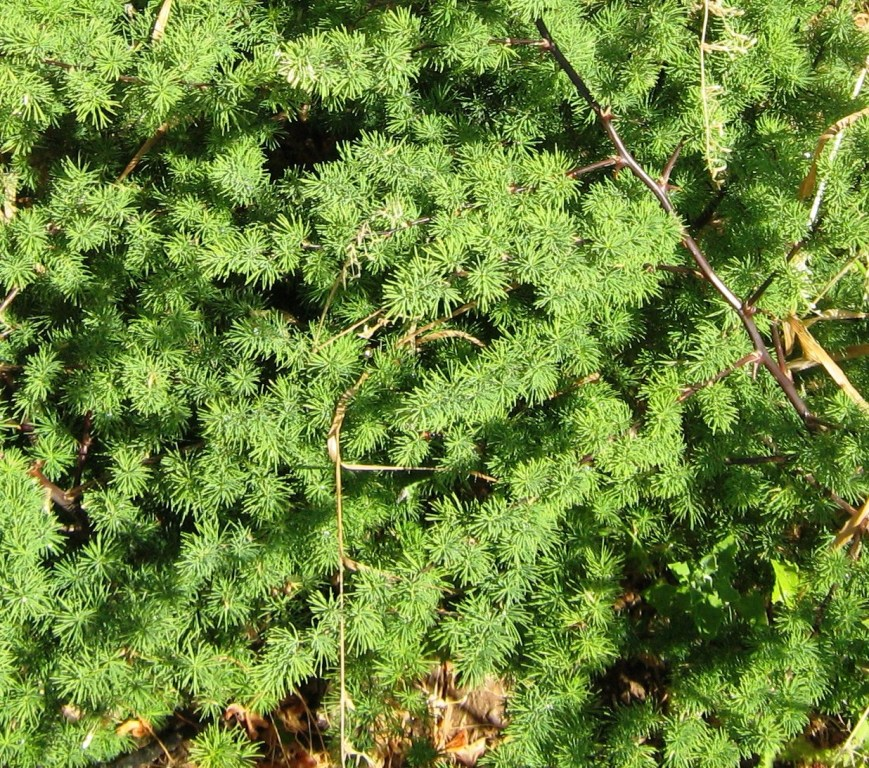
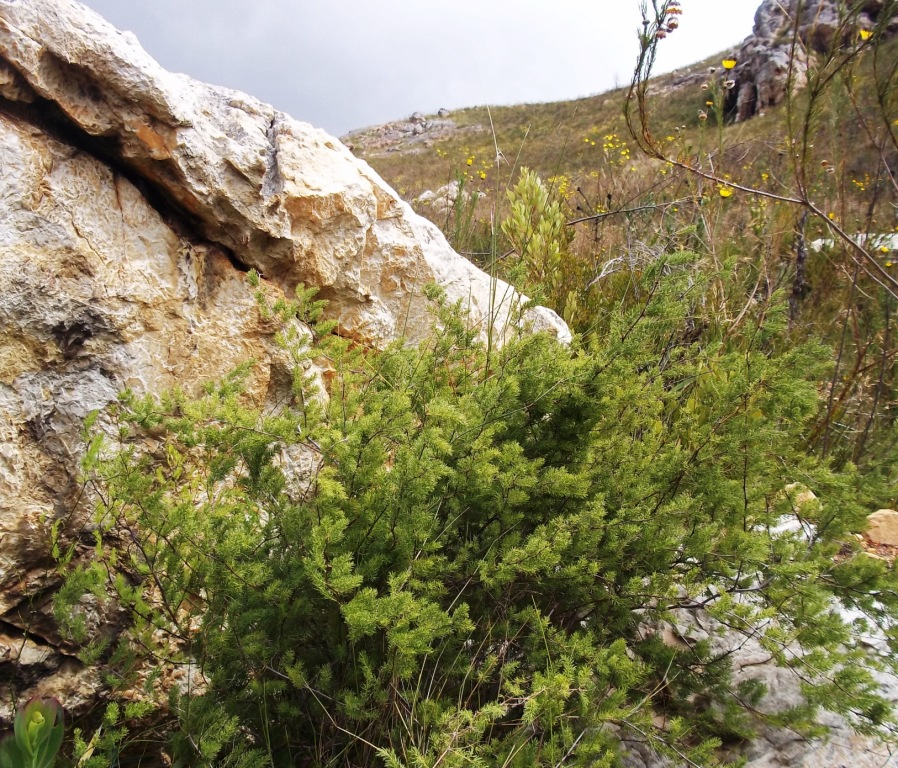